# Teresa Lewicka
Teresa Lewicka, z domu Marciniak (ur. 24 września 1957 w Aleksandrowie Łódzkim) – polska lekkoatletka specjalizująca się w skoku w dal, mistrzyni i reprezentantka Polski.

## Kariera sportowa
Była zawodniczką Włókniarza Aleksandrów Łódzki i Startu Łódź.
Na mistrzostwach Polski seniorek zdobyła pięć medali, w tym cztery w skoku w dal: złoty w 1978 i 1982, srebrny w 1979 i brązowy w 1980, a także brązowy w sztafecie 4 x 100 metrów w 1985. 
Reprezentowała Polskę na mistrzostwach Europy w 1978 (odpadła w eliminacjach z wynikiem 6,26), a także w zawodach Pucharu Europy w 1979 (w półfinale 3. miejsce z wynikiem 6,26, w finale 6. miejsce, z wynikiem 6,42).
Rekord życiowy w skoku w dal: 6,65 (10.08.1979).